# 알파스
알파스(Alphas)는 2011년부터 2012년까지 Syfy에서 방영된 SF 드라마이다.